# Euscyrtodes crassiceps
Euscyrtodes crassiceps är en insektsart som först beskrevs av Henri Saussure 1878.  Euscyrtodes crassiceps ingår i släktet Euscyrtodes och familjen syrsor. Inga underarter finns listade i Catalogue of Life.